# 이츠 포스트마
이츠 힐커 포스트마(네덜란드어: Ids Hylke Postma, 1973년 12월 28일~)는 네덜란드의 은퇴한 스피드스케이팅 선수이다. 1998년 동계 올림픽에서 금메달 1개, 동메달 1개를 획득했으며, 세계 올라운드 선수권 대회에서 2번 우승을 차지했다.

## 개인사
네덜란드 스피드스케이팅 선수인 렌스커 펠링아와 교제했으며, 1994년에 펠링아가 자동차 사고로 사망할 때까지 관계를 유지했다.
2009년 8월 11일 잘츠부르크에서 독일의 스피드스케이팅 선수 아니 프리징거와 결혼식을 올렸다. 두 사람은 딸 엘리자베트와 요세피너를 뒀다.